# Spigelia amplexicaulis
Spigelia amplexicaulis är en tvåhjärtbladig växtart som beskrevs av E. F. Guimaraes och Fontella. Spigelia amplexicaulis ingår i släktet Spigelia och familjen Loganiaceae. Inga underarter finns listade i Catalogue of Life.